# Iván Gilmartín
Iván Gilmartín "Gildo" es un ciclista español nacido el 14 de abril de 1983 en la ciudad de Segovia (España).
Debutó como profesional el año 2006 con el equipo Kaiku.

## Palmarés
2007
- 1 etapa del Tour de los Pirineos

## Equipos
- Kaiku (2006)
- Viña Magna-Copru (2007)

- Datos: Q1536974